# Darth Maul: Hijo de Dathomir
Darth Maul: Hijo de Dathomir (Darth Maul: Son of Dathomir, en inglés) es una miniserie de cómics compuesta por cuatro números. Sirven como secuela de la historia de Darth Maul en la serie animada de televisión "Star Wars: The Clone Wars", puesto que adaptan un arco argumental destinado a la sexta temporada de esta, que finalmente, no llegó a producirse. Se publicó en los Estados Unidos por la editorial de historietas gráficas americana Dark Horse Comics y en España por Editorial Planeta.

## Sinopsis
Después de la captura de Darth Maul por Darth Sidious, Maul es llevado a una prisión secreta separatista de Stygeon (Mundo bajo el control del Imperio y otros reclusos), donde es torturado por el Conde Dooku. Darth Sidious, pese a haber elaborado cuidadosamente su plan para dominar la galaxia, es consciente de que hay gente lo suficientemente espabilada como para truncar sus planes. Para evitar esto, sabe que utilizando a Maul como lo está haciendo podrá sacar a la Madre Talzin de su escondite... y acabar con ella, ya que conoce su poder al haber tenido anteriormente tratos con ella. Mientras tanto, el Ministro Almec organiza la fuga de Maul y planea con la Madre Talzin matar a Darth Sidious mediante la captura de Conde Dooku y del General Grievous. El plan funciona, un par de comandos mandalorianos hacen su aparición para permitir la fuga del zabrak. Durante el transcurso de la batalla, Talzin se sacrifica para salvar a Maul y es asesinada por Grievous. Maul escapa con un grupo de leales mandalorianos, pero el Colectivo de las Sombras ha caído, en gran parte separados por el conflicto con Sidious, como los Hutt, los Pykes y Sol Negro que dejan a Maul abandonado.